# Klub ligových brankářů
Klub ligových brankářů týdeníku GÓL je klub českých a československých fotbalových brankářů, kteří vychytali alespoň ve 100 prvoligových zápasech čisté konto (nedostali gól), založený týdeníkem Gól v roce 1996 na podobných základech, jako Klub ligových kanonýrů.

## Členové klubu
Tučně jsou označeni stále aktivní hráči
Tabulka aktuální k 19.4.25
|           | Jméno                 | Čistá konta | Domácí | Zahraniční | Datum poslední | Klub(y) |
| --------- | --------------------- | ----------- | ------ | ---------- | -------------- | --- |
| 1.        | Petr Čech             | 248         | 24     | 224        |                | 7 - Chmel Blšany, 17 - Sparta Praha, 22 - Stade Rennais, 162 - Chelsea, 40 - Arsenal                                                                     |
| 2. – 3.   | Jaromír Blažek        | 164         | 163    | 1          |                | 2 - Slavia Praha, 7 - České Budějovice, 8 - Viktoria Žižkov, 15 - Bohemians Praha, 111 - Sparta Praha, 8 - Příbram, 1 - Norimberk, 12 - Vysočina Jihlava |
| 2. – 3.   | Jan Stejskal          | 164         | 134    | 30         |                | 7 - RH Cheb, 85 - Sparta Praha, 30 - Queens Park Rangers, 42 - Slavia Praha                                                                              |
| 4.        | Martin Vaniak         | 161         | 155    | 6          |                | 73 - Sigma Olomouc, 36 - Petra Drnovice, 6 - Panionios, 7 - Most, 39 - Slavia Praha                                                                      |
| 5.        | Jan Laštůvka          | 157         | 89     | 68         |                | 74 - Baník Ostrava, 20 - Šachtar Doněck, 2 - VfL Bochum, 46 - Dnipro, 6 - MFK Karviná, 9 - Slavia Praha                                                  |
| 6.        | Luděk Mikloško        | 142         | 88     | 54         |                | 7 - Cheb, 81 - Baník Ostrava, 54 - West Ham United |
| 7.        | Dušan Keketi          | 135         | 119    | 16         |                | 119 - Spartak Trnava, 16 - Austria Klagenfurt |
| 8.        | Alexander Vencel      | 132         | 132    | 0          |                | 132 - Slovan Bratislava |
| 9.        | Anton Švajlen         | 125         | 125    | 0          |                | 125 - VSS Košice |
| 10.       | Jaroslav Drobný       | 123         | 22     | 101        |                | 22 - České Budějovice, 43 - Panionios, 2 - ADO Den Haag, 7 - VfL Bochum, 28 - Hertha BSC, 20 - Hamburger SV, 1 - Werder Brémy                            |
| 11.       | Tomáš Vaclík          | 121         | 34     | 87         | 18. 4. 2025    | 2 - Viktoria Žižkov, 32 - Sparta Praha, 45 - FC Basilej, 24 - Sevilla, 15 - Olympiakos, 3 - Boavista Porto                                               |
| 12.       | Jiří Sedláček         | 119         | 119    | 0          |                | 119 - Teplice |
| 13.       | Antonín Kinský starší | 118         | 49     | 69         |                | 5 - Příbram, 44 - Slovan Liberec, 69 - Saturn Ramenskoje                                                                                                 |
| 14.       | Tomáš Grigar          | 117         | 117    | 0          | 11. 11. 2023   | 105 - Teplice, 12 - Sparta Praha |
| 15. – 16. | Ladislav Maier        | 113         | 50     | 63         |                | 50 - Slovan Liberec, 63 - Rapid Vídeň |
| 15. – 16. | Viliam Schrojf        | 113         | 91     | 22         |                | 14 - Křídla vlasti Olomouc, 77 - Slovan Bratislava, 8 - Lokomotíva Košice, 14 - First Vienna                                                             |
| 17.       | Matúš Kozáčik         | 111         | 111    | 0          |                | 19 - Slavia Praha, 10 - Sparta Praha, 82 - Viktoria Plzeň                                                                                                |
| 18.       | Tomáš Poštulka        | 109         | 109    | 0          |                | 2 - Dukla Praha, 16 - Hradec Králové, 39 - Sparta Praha, 52 - Teplice                                                                                    |
| 19. – 20. | Luboš Přibyl          | 107         | 107    | 0          |                | 8 - Slavia Praha, 31 - Sigma Olomouc, 68 - Brno |
| 19. – 20. | Ivo Viktor            | 107         | 107    | 0          |                | 1 - Brno, 106 - Dukla Praha |
| 21.       | Zdeněk Jánoš          | 105         | 105    | 0          |                | 52 - Slavia Praha, 51 - Jablonec, 2 - Příbram |
| 22. – 23  | Pavol Michalík        | 101         | 84     | 17         |                | 80 - Baník Ostrava, 4 - Slovan Bratislava, 17 - Panserraikos                                                                                             |
| 22. – 23  | Michal Špit           | 101         | 101    | 0          |                | 14 - Příbram, 3 - Sparta Praha, 84 - Jablonec |

## Seznam čekatelů
Stále aktivní prvoligoví brankáři:
Tabulka aktuální k 14. 9. 2024
| Č.  | Jméno           | Nuly | Datum poslední | Klub(y)                                                                                      |
| --- | --------------- | ---- | -------------- | -------------------------------------------------------------------------------------------- |
| 1.  | Ondřej Kolář    | 90   | 20. 8. 2023    | 10 - Slovan Liberec, 80 - Slavia Praha                                                       |
| 2.  | Jiří Pavlenka   | 65   | 2. 9. 2023     | 18 - Baník Ostrava, 16 - Slavia Praha, 31 - Werder Brémy                                     |
| 3.  | Jan Šeda        | 63   | 1. 4. 2023     | 51 - Mladá Boleslav, 5 - Waalwijk, 7 - Goa                                                   |
| 4.  | Milan Heča      | 60   | 31. 8. 2024    | 44 - Slovácko, 16 - Sparta Praha                                                             |
| 4.  | Tomáš Koubek    | 60   | 6. 5. 2023     | 15 - Hradec Králové, 8 - Slovan Liberec, 13 - Sparta Praha, 19 - Stade Rennais, 5 - Augsburg |
| 6.  | Martin Jedlička | 59   | 28. 7. 2024    | 40 - Dunajská Streda, 10 - Bohemians 1905, 9 - Viktoria Plzeň                                |
| 6.  | Filip Rada      | 59   | 23. 11. 2018   | 59 - Dukla Praha                                                                             |
| 8.  | Filip Nguyen    | 57   | 25. 6. 2024    | 27 - Slovan Liberec, 19 - Slovácko, 11 - Cong An Ha Noi                                      |
| 9.  | Jan Hanuš       | 54   | 31. 8. 2024    | 1 - Slavia Praha, 2 - Hradec Králové, 19 - Vysočina Jihlava, 32 - Jablonec                   |
| 10. | Jindřich Staněk | 42   | 18. 5. 2024    | 2 - České Budějovice, 34 - Viktoria Plzeň, 6 - Slavia Praha                                  |

## Seznam brankářů, kterým se nepodařilo dosáhnout 100 čistých kont v lize
| Č.  | Jméno               | Nuly | Klub(y)                                                                                            |
| --- | ------------------- | ---- | -------------------------------------------------------------------------------------------------- |
| 1.  | František Schmucker | 99   | 38 - Brno, 61 - Baník Ostrava                                                                      |
| 2.  | Petr Kouba          | 98   | 13 - Bohemians 1905, 73 - Sparta Praha, 3 - Viktoria Žižkov, 7 - Jablonec, 2 - Deportivo La Coruña |
| 3.  | Jaroslav Červeňan   | 97   | 78 - Tatran Prešov, 10 - Inter Bratrislava, 9 - DAC Dunajská Streda                                |
| 4.  | Radek Černý         | 95   | 1 - České Budějovice, 3 - Union Cheb, 86 - Slavia Praha, 5 - Tottenham Hotspur                     |
| 5.  | Aleš Hruška         | 88   | 45 - Příbram, 1 - Viktoria Žižkov, 8 - Mladá Boleslav, 34 - Viktoria Plzeň                         |
| 6.  | Petr Drobisz        | 87   | 2 - Jablonec, 55 - Slovácko, 30 - Olomouc                                                          |
| 7.  | Zdeněk Hruška       | 86   | 73 - Bohemians 1905, 13 - Slavia Praha                                                             |
| 8.  | Vít Baránek         | 82   | 45 - Baník Ostrava, 1 - SFC Opava, 36 - Zlín                                                       |
| 9.  | Miroslav Stárek     | 77   | 53 - Slavia Praha, 24 - Sparta Praha                                                               |
| 10. | Josef Hron          | 76   | 76 - Brno                                                                                          |